# Longpré-le-Sec
Longpré-le-Sec ist eine französische Gemeinde mit 69 Einwohnern (Stand 1. Januar 2022) im Département Aube in der Region Grand Est (vor 2016 Champagne-Ardenne). Sie gehört zum Arrondissement Bar-sur-Aube und zum Kanton Vendeuvre-sur-Barse.

## Lage
Longpré-le-Sec liegt etwa 35 Kilometer ostsüdöstlich von Troyes.
Nachbargemeinden sind Puits-et-Nuisement im Norden, Montmartin-le-Haut und Magny-Fouchard im Norden und Nordosten, Meurville im Nordosten und Osten, Bligny im Osten, Vitry-le-Croisé im Südosten, Éguilly-sous-Bois und Bertignolles im Süden sowie Beurey im Westen.

## Bevölkerungsentwicklung
| Jahr                       | 1962 | 1968 | 1975 | 1982 | 1990 | 1999 | 2006 | 2011 | 2019 |
| -------------------------- | ---- | ---- | ---- | ---- | ---- | ---- | ---- | ---- | ---- |
| Einwohner                  | 141  | 129  | 108  | 100  | 92   | 80   | 82   | 73   | 93   |
| Quellen: Cassini und INSEE |      |      |      |      |      |      |      |      |      |

## Sehenswürdigkeiten
- Kirche Saint-Pierre aus dem 13. Jahrhundert

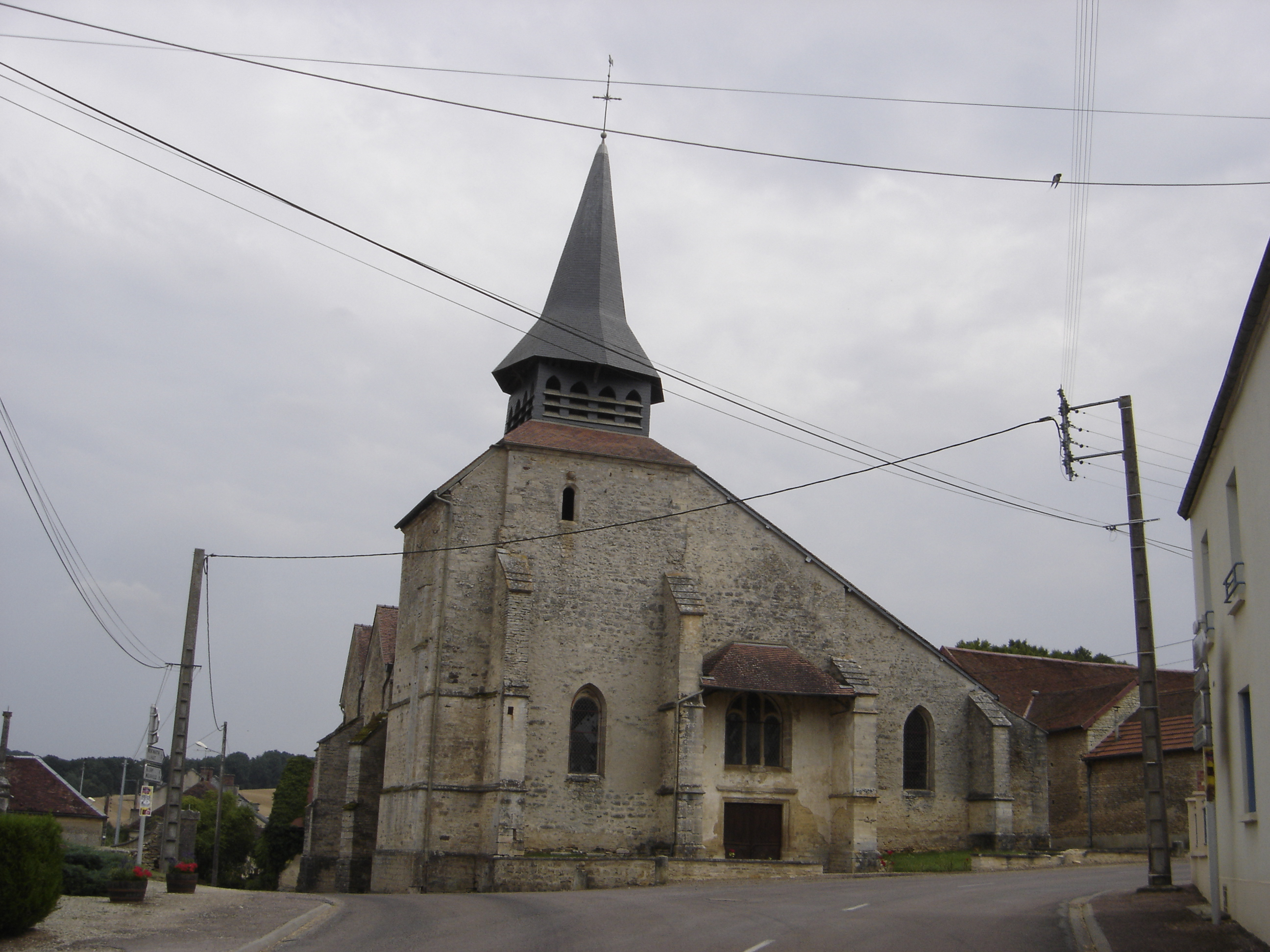
Kirche Saint-Pierre